# Jehošua Rabinovic

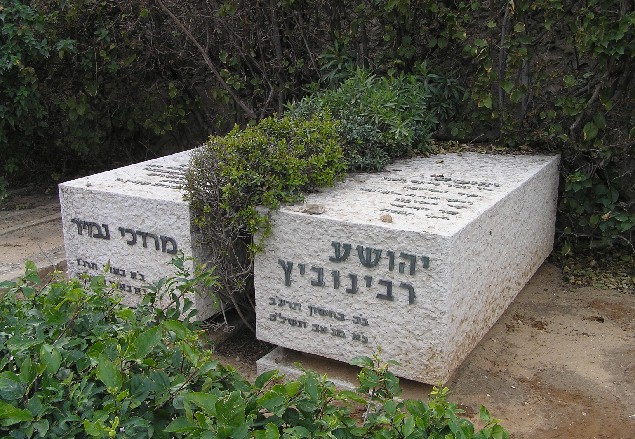
Rabinovicův hrob na Trumpeldorově hřbitově (společně s hrobem telavivského starosty Mordechaje Namira)

Jehošua Rabinovic (hebrejsky:יהושע רבינוביץ) (12. listopadu 1911 – 14. srpna 1979) byl izraelský politik, který byl ministrem financí, ministr bydlení, a starosta Tel Avivu.

## Biografie
Narodil se v polské Višněvě (dnešní Bělorusko). Střední školu studoval ve Vilniusu, kde i pracoval jako učitel. Byl učitelem, ředitelem a členem hnutí He-Chaluc. Aliju do mandátní Palestiny podnikl v roce 1934 a v Palestině studoval ekonomii a právo na Telavivské univerzitě. Před vyhlášením nezávislosti pracoval v Mašbir ha-Zarhan a byl členem Hagany.
V roce 1955 byl zvolen do telavivské městské rady a radním byl až do roku 1959. Ten rok se stal zástupcem starosty zodpovědným za rozpočet a tuto funkci zastával až do roku 1969, kdy se stal starostou Tel Avivu. Tím byl až do roku 1974.
Jako nečlen Knesetu byl v březnu 1974 jmenován Goldou Meirovou do funkce ministra bydlení. Po její rezignaci se stal ministrem financí ve vládě Jicchaka Rabina a tuto funkci zastával až do roku 1977. Ve volbách v roce 1977 kandidoval za stranu Ma'arach, avšak po vítězství Likudu, který vytvořil pravicovou vládu, přišel o svůj ministerský post.